# Moraes Barros
Nicolau de Moraes Barros (1876 – 1959) foi médico professor catedrático de clínica ginecológica na Faculdade de Medicina da Universidade de São Paulo.

## Biografia
Nicolau de Moraes Barros, antigo professor da clínica ginecológica da Faculdade de Medicina de São Paulo, nasceu em Piracicaba a 18 de agosto de 1876. Diplomou-se pela Faculdade Nacional de Medicina em 1902. Logo após sua formatura, seguiu para Viena, especializando-se em ginecologia e obstetrícia, com os luninares de então, Schauta, Hitschmann e Adler.
Referências Bibliográficas
- Lacaz CS. Temas de Medicina: Biografias, Doenças e Problemas Sociais. São Paulo, Lemos Editorial, 1997. p. 45.